# Ernst-Otto Göring
Ernst-Otto Göring (* 1913; † 1974) war ein deutscher Kirchenmusiker.

## Leben
Göring wirkte ab 1949 als Kirchenmusiker an St. Nikolaus in Stendal. Hier gründete er die Domkantorei. 1956 wechselte er an die Kirche St. Michael in Jena. Er lehrte als Dozent für Orgel an der Evangelische Hochschule für Kirchenmusik Halle. Zu seinen  Schülern zählten u. a. Hartmut Haupt und Manfred Schlenker. Für seine Verdienste für die Kirchenmusik wurde er zum Kirchenmusikdirektor ernannt. Seine Lehrwerk für das Liturgische Orgelspiel erhielt mehrere Auflagen. Das Buch wurde noch 2021 von Christiane Michel-Ostertun in  Württembergische Blätter für Kirchenmusik besprochen. Die Zielgruppe seien angehende C-Kirchenmusiker.

## Veröffentlichungen
- Improvisation leicht gemacht. Evangelische Verlagsanstalt, Berlin 1971/1975.
- Improvisation leicht gemacht. Merseburger Verlag, 1975.